# استیون نایت (فیلم‌نامه‌نویس)
استیون نایت (انگلیسی: Steven Knight)؛ زادهٔ ۵ اوت ۱۹۵۹) فیلم‌نامه‌نویس و کارگردان بریتانیایی است.
او نویسندهٔ فیلم‌نامهٔ تابو (۲۰۱۷)، چیزهای زیبای کثیف (۲۰۰۲) و قول‌های شرقی (۲۰۰۷) است و دو فیلمِ لاک (۲۰۱۳) و مرغ مگس(۲۰۱۳) و سریال دیدن (۲۰۱۹) را نوشته و کارگردانی کرده‌است. استیون نایت موفق شد برای نوشتنِ فیلم‌نامهٔ چیزهای زیبای کثیف در رشتهٔ بهترین فیلم‌نامهٔ غیراقتباسی نامزد جایزه اسکار شود. او همچنین نویسنده و سازنده سریال پیکی بلایندرز هست.

## فیلم‌شناسی

### فیلم
| سال    | عنوان               | کارگردان | نویسنده | تهیه‌کننده |
| ------ | ------------------- | -------- | ------- | --------- |
| ۲۰۰۱   | زنی از کولیان       | نه       | آری     | نه        |
| ۲۰۰۲   | چیزهای زیبای کثیف   | نه       | آری     | نه        |
| ۲۰۰۶   | لطف حیرت‌آور         | نه       | آری     | نه        |
| ۲۰۰۷   | قول‌های شرقی         | نه       | آری     | نه        |
| ۲۰۱۳   | مرغ مگس             | آری      | آری     | نه        |
| ۲۰۱۳   | مدار بسته           | نه       | آری     | نه        |
| ۲۰۱۳   | لاک                 | آری      | آری     | نه        |
| ۲۰۱۴   | صد قدم راه          | نه       | آری     | نه        |
| ۲۰۱۴   | هفتمین پسر          | نه       | آری     | نه        |
| ۲۰۱۴   | قربانی پیاده        | نه       | آری     | نه        |
| ۲۰۱۵   | سوخته               | نه       | آری     | نه        |
| ۲۰۱۶   | متفقین              | نه       | آری     | اجرایی    |
| ۲۰۱۷   | زن جلو می‌رود        | نه       | آری     | نه        |
| ۲۰۱۷   | مجرم‌های نوامبر      | نه       | آری     | اجرایی    |
| ۲۰۱۸   | دختری در تار عنکبوت | نه       | آری     | نه        |
| ۲۰۱۹   | آرامش               | آری      | آری     | آری       |
| ۲۰۲۱   | قرنطینه             | نه       | آری     | نه        |
| اسپنسر | نه                  | آری      | اجرایی  |           |

### تلویزیون
| سال        | عنوان                          | نویسنده | تهیه‌کننده اجرایی | سازنده | کارگردان | توضیحات                              |
| ---------- | ------------------------------ | ------- | ---------------- | ------ | -------- | ------------------------------------ |
| ۱۹۸۹       | Commercial Breakdown           | آری     | نه               | نه     | نه       |                                      |
| ۱۹۹۰–۱۹۹۲  | Canned Carrott                 | آری     | نه               | نه     | نه       |                                      |
| ۱۹۹۳–۱۹۹۷  | The Detectives                 | آری     | نه               | نه     | آری      | ۴ قسمت (کارگردان), ۳۱ قسمت (نویسنده) |
| ۱۹۹۸–۲۰۱۰  | Who Wants to Be a Millionaire? | آری     | نه               | آری    | نه       | ۴ قسمت                               |
| ۲۰۰۲–۲۰۰۴  | All About Me                   | آری     | نه               | آری    | نه       | ۲ قسمت                               |
| ۲۰۱۳–۲۰۲۲  | پیکی بلایندرز                  | آری     | آری              | آری    | نه       |                                      |
| ۲۰۱۷       | تابو                           | آری     | آری              | آری    | نه       |                                      |
| ۲۰۱۹–اکنون | دیدن                           | آری     | آری              | آری    | نه       |                                      |
| ۲۰۱۹       | سرود کریسمس                    | آری     | آری              | نه     | نه       | مینی‌سریال                            |
| TBA        | SAS: Rogue Heroes              | آری     | آری              | آری    | نه       | مینی‌سریال                            |